# Grabby Award
Die Grabby Awards (formell auch als Adult Erotic Gay Video Awards bezeichnet) sind US-amerikanische Preise, die in der Pornofilmbranche verliehen werden.
Die Preise werden jährlich vergeben, um die Arbeit der schwulen Pornofilmindustrie zu würdigen. Die Grabby Awards wurden 1991 erstmals vom Gay Chicago Magazine in Chicago vergeben.

## Geschichte

### Anfänge
Die ersten Grabby Awards wurden erstmals 1991 vergeben, indem sie am Ende der letzten Ausgabe des Jahres des Gay Chicago Magazine aufgelistet wurden. Zu den Preisen, die im ersten Jahr vergeben wurden, zählten neben eher gängigen Kategorien unter anderem die Preise für den Burnout des Jahres, Comeback des Jahres und die Überraschung des Jahres. Nach Aussage von Hank „Big Daddy“ Ferguson, dem Gründer des Gay Chicago Magazine und Schöpfer der Grabbys, sollten die Preise dazu dienen, die Videos des vorangegangenen Jahres auszuzeichnen, die seiner Meinung nach aus verschiedenen Gründen besondere Aufmerksamkeit verdient hatten.
Im Laufe der Jahre entwickelten sich die Preise dann weiter. Bereits 1992 kamen zunehmend traditionelle Preiskategorien wie Bestes Video des Jahres und Bestes Drehbuch hinzu. Ein Jahr später wurde bei der dritten Verleihung der Grabby Awards mit den Falcon Studios und Kristen Bjorn erstmals zwei Preisträger in der gleichen Kategorie (Best Video of the Year) ausgezeichnet. Für die Auszeichnung des Buches Gay Sex: A Manual for Men Who Love Men wurde 1993 einmalig die Kategorie Pull-Lister Prize ins Leben gerufen.
1994 wurden weitere eher traditionelle Kategorien aufgenommen, so beispielsweise Beste Regie, Bestes internationales Video und Beste Sex-Szene, aber es wurde auch der „Whopper Award“ an den kanadischen Pornodarsteller Kevin Dean wegen seines besonders großen Penis vergeben. (Berichten zufolge misst dieser in der Länge zwischen 28 und 30 cm.) 1995 wurde die Kategorie Best Cum Shot in Hot Shots umbenannt.

### Erste zeremonielle Preisverleihungen

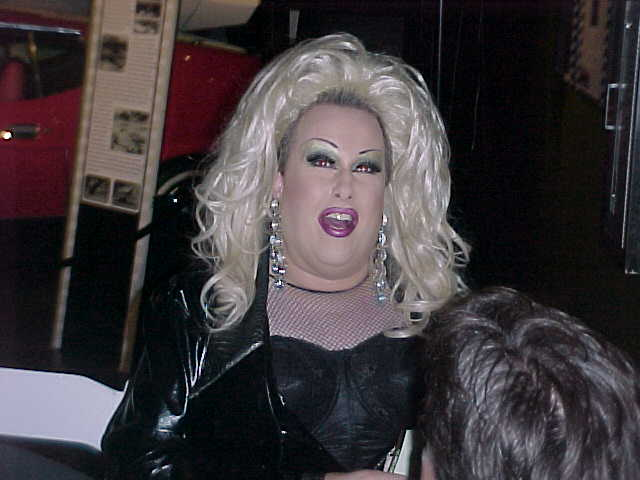
Chi Chi LaRue moderiert seit 1999 die Show zur Verleihung der Grabby Awards

Am 29. Mai 1999 (dem Wochenende des Memorial Day) wurden die Grabbys für das vorhergehende Jahr erstmals im Rahmen einer öffentlichen Zeremonie verliehen. Chicago war zu diesem Zeitpunkt bereits seit 20 Jahren Heimat des International Mr. Leather (IML) und dessen Gründer Chuck Renslow hatte vorgeschlagen, die Verleihung der Grabbys als weitere Attraktion in das Programm des mehrere Tausend Besucher anlockenden IML-Wochenendes aufzunehmen.
Die Verleihungszeremonie war gleichzeitig eine Benefizveranstaltung für die Reimer Foundation, „einer nichtkommerziellen Organisation, die Safer-Sex-Verhalten durch Aufklärung und Werbekampagnen fördert. Die Organisation stellt Informationsmaterialien zur Verfügung und produziert Videos und andere Materialien über Safer Sex. Ihre gemeinnützige Arbeit umfasst auch die Verteilung kostenloser Kondome; ihre Dienste stehen international zur Verfügung.“
Ort dieser ersten Showveranstaltung war der – bei dieser Gelegenheit ausverkaufte – Veranstaltungssaal der schwulen Sauna Man’s Country. Fans, schwule Pornodarsteller, Regisseure und andere Personen aus der Erotikindustrie kamen aus den gesamten Vereinigten Staaten, um an der Zeremonie teilzunehmen. Der aus Chicago stammende Drag Queen Honey West sowie Pornoregisseur und Drag Queen Chi Chi LaRue moderierten gemeinsam die Veranstaltung.
Anders als bei den inhaltlich sehr ähnlichen Gay Video News (GayVN) Awards, die nur für geladene Gäste und die Presse zugänglich sind, werden die Karten für die Grabbys öffentlich verkauft. So wird ermöglicht, dass Fans, Teilnehmer und Preisträger einander begegnen und miteinander in Kontakt kommen können. Eine „Peoples Choice“-Kategorie eröffnet den Preis ebenfalls einer breiten Öffentlichkeit, auch wenn die Preisträger aller anderen Kategorien durch eine vom Gay Chicago Magazine ausgewählten Jury vergeben werden. Ein weiterer Unterschied zu den GayVN Awards ist, dass bei der Verleihung der Grabbys auch pornografische Videoclips zu den einzelnen Nominierungen gezeigt werden.
In der Show 1999 wurde auch die sogenannte „Wall of Fame“ eingeführt, auf der Personen aus der Pornoindustrie für ihre Verdienste geehrt werden. Auf der ersten Wall of Fame wurden unter anderem der damals erst seit kurzem tätige Pornodarsteller Ken Ryker, der Executive Director des Studios Men of Odyssey Bob East, die Co-Moderatorin Chi Chi LaRue und die Regisseure Jim Steel und Toby Ross geehrt. Trotz seiner Proteste wurde Hank „Big Daddy“ Ferguson auf Drängen seiner Angestellten ebenfalls als Schöpfer der Grabbys auf der Wall of Fame geehrt. Chi Chi LaRue wurde außerdem in den Kategorien Best Ethnic Video und Best Videos (zusammen mit einem weiteren Film von Kristen Bjorn) ausgezeichnet. Die Auszeichnung für das Best Ethnic Video kommentierte LaRue mit den Worten „Mit 10 heißen schwarzen Hengsten und einem passiven weißen Jungen, wie kann man da nicht gewinnen?“
Die einzelnen Trophäen wurden von sehr spärlich bekleideten Männern, sogenannten „Trophy Studs“ (etwa „Preishengsten“) auf die Bühne gebracht. Während der Show kam es mehrfach zu sexuellen Handlungen auf der Bühne. Während Pornodarsteller Mitch Allmond seinen Rap-Song Happiness is a Big Cock (dt.: Glück ist ein großer Schwanz) vortrug, illustrierte der Falcon-Darsteller Christopher Scott zusammen mit den beiden Trophy Studs Peter Dixon und Robby Taylor diese Aussage, indem sie auf der Bühne Oralverkehr praktizierten. Auch zwischen den Trophy Studs und mit den Pornodarstellern Tony Acosta und Dr. Feel Good fanden ebenfalls sexuelle Handlungen auf der Bühne statt. Auch aus der Abschlussnummer der Show wurde schnell eine Gruppensex-Szene, an der viele der anwesenden Pornodarsteller und sogar einige der Fans beteiligt waren.
Die nächste Verleihung der Grabbys fand im Jahr 2000 wieder am Memorial-Day-Wochenende statt. Die Preiskategorien wurden erneut feiner untergliedert und erweitert. Honey West und Chi Chi LaRue moderierten ein weiteres Mal die Show. Die Veranstaltung wurde durch den Überraschungsauftritt der Komikerin Judy Tenuta ergänzt. Auch dieses Mal kam es zu sexuellen Aktivitäten auf der Bühne: Trophy Stud Robby Taylor wurde (von ihm unerwartet) mit einem Dildo bearbeitet und als es beim Abschluss der Show erneut zu einer Orgie kam, ejakulierte Pornodarsteller Spike von der Bühne aus auf das Publikum.

### Weiterentwicklung der Awards

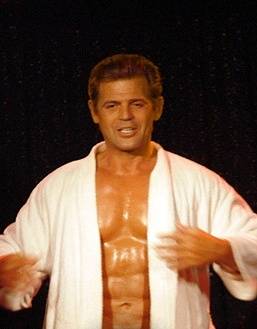
Jeff Stryker im Bademantel

Im Jahr 2001 traten Honey West und Chi Chi LaRue mit Zak Spears und Addison Scott erstmals zwei Pornodarsteller als Co-Moderatoren zur Seite. In diesem Jahr zogen die Grabby Awards auch in den Nachtclub Circuit im Herzen des Boystown genannten Lesben- und Schwulenviertels von Chicago um. Wieder wurde die Liste der Auszeichnungen teilweise abgeändert und ergänzt, bemerkenswert ist dabei vor allem die komplett neu hinzugekommene Kategorie Editors Choice Awards. Aufgrund des neuen anderen Veranstaltungsortes waren die Teilnehmer meist deutlich mehr bekleidet als in den beiden Vorjahren, und auch die Orgie auf der Bühne am Ende der Veranstaltung entfiel. Allerdings ließ Jeff Stryker auf dem Weg zur Wall of Fame, auf der er unterzeichnen sollte, seinen Bademantel fallen, um den Weg auf der Bühne nackt und mit eingeöltem Körper zurückzulegen. Als er zusätzlich begann, seinen erigierten Penis zu reiben, kommentierte Chi Chi LaRue dies mit den Worten: „OK, jetzt kommen wir alle ins Gefängnis!“
Im folgenden Jahr wurden die Trophy Studs erstmals im Laufe der Vormonate im Rahmen von Veranstaltungen im Nachtclub Lucky Horseshoe ausgewählt. Die Verleihung der Grabby Awards fand dann erneut im Nachtclub Circuit statt. Die Veranstaltung im Jahr 2002 war die erste ohne skandalöse Ereignisse auf der Bühne. Auch die Grabby-Verleihung 2003 fand wieder im Circuit statt, die Co-Moderatoren von LaRue und West waren diesmal die Pornodarsteller Matthew Rush und Kyle Kennedy. Der schwerhörige Pornodarsteller Dillon Press übersetzte die Veranstaltung erstmals in Gebärdensprache.
Im Jahr 2004 zogen die Grabby Awards erneut um, diesmal in das Park West Theater, einen bekannten Konzert- und Veranstaltungsort in Chicago. Dies kann als Indiz für die wachsende Beliebtheit in der Öffentlichkeit und zunehmende Bedeutung der Veranstaltung in der Pornobranche gewertet werden. Als Comoderatoren von LaRue und West traten in diesem Jahr Chris Steele, Michael Brandon und Bret Wolfe auf. Im folgenden Jahr wurde die Kategorie Maleflixx.tv Peoples Choice Award aufgenommen. Bei der Veranstaltung, die erneut im Park West Theater stattfand, traten Tag Adams, Michael Brandon und Zak Spears als Co-Moderatoren von LaRue und West auf.
Die Grabby Awards 2006 wurden erneut in einem neuen Veranstaltungsort verliehen – diesmal im Vic Theatre, wo LaRue und West diesmal Rod Barry, Brad Benton, und Chad Hunt zur Seite standen. Dies war die letzte Veranstaltung, an der Hank „Big Daddy“ Ferguson, der Gründer des Gay Chicago Magazine und Erfinder der Grabby Awards teilnahm. Er starb im Juni 2006.

### Wechsel der Schirmherrschaft
Im März 2009 wurde bekannt, dass das Gay Chicago Magazine nach dem Wechsel des Herausgebers keine pornografischen Materialien mehr vorstellen wird, womit auch die Grundlage für die Grabbys entfällt. Die Rechte an den Grabby Awards liegen nun bei Mark Nagel und Stacy Bridges, zwei Mitarbeitern des Magazins, welche die Veranstaltung fortführten.
Im Januar 2009 haben die Grabbys erstmals die Öffentlichkeit wählen lassen, welcher Pornodarsteller die Moderatoren Chi Chi LaRue, Honey West, Blake Riley und Brent Corrigan als Co-Moderatoren unterstützen sollen. Die Wahl fiel am 10. März 2009 auf Wolf Hudson. Die Verleihung der Grabby Awards fand am 23. Mai 2009 statt.

## Liste der Preisträger

### 1992–1998 – Preisvergabe auf den Seiten desGay Chicago Magazine
In den ersten sieben Jahren wurden die Grabby Awards nur in Form einer im Gay Chicago Magazine veröffentlichten Liste vergeben.
1992 – Erste Verleihung der Grabby Awards
| Kategorie                  | Preisträger                                                                                    |
| -------------------------- | ---------------------------------------------------------------------------------------------- |
| Burnout of the Year        | Jason Ross                                                                                     |
| Comeback of the Year       | Grant Fagan, The Return of Grant Fagan, Vivid Video, I Lick It 'Cuz Like It, Tiger Media Video |
| Fresh Surprise of the Year | Lex Baldwin, Man of the Year, Catalina Video                                                   |
| Best Performer             | Damian                                                                                         |
| Best Supporting Actor      | Johnny Rahm                                                                                    |
| Best Newcomers             | Aiden Shaw                                                                                     |
| Best Amateur Film          | Andy „Two Dong“ Bushong, Two For The Price of One, Gay Film Festival                           |

1993 – 2. Verleihung der Grabby Awards
| Kategorie                    | Preisträger |
| ---------------------------- | --- |
| Best Video of the Year (Neu) | - Easy Rider, Catalina Video - Powertool II, Josh Elliot, Taylor Hudson, Scott Masters, Regisseur, Catalina Video |
| Best Screenplay (Neu)        | Jumper, HIS Video                                                                                                 |
| Best Performer               | Danny Sommers |
| Best Supporting Actor        | B. J. Slater, Ivy League, Someone in Mind, True, Vivid Video                                                      |
| Best Newcomers               | Aiden Shaw, Night Force, Catalina Video; Black Leather, White Studs, Dynamic Video                                |
| Pull-Lister Prize (Einmalig) | Gay Sex: A Manual for Men Who Love Men                                                                            |

1994 – 3. Verleihung der Grabby Awards
| Kategorie                   | Preisträger |
| --------------------------- | --- |
| Best Video of the Year      | - Call of the Wild, Kristen Bjorn, Regisseur, Kristen Bjorn Productions - Abduction Serie Teil III, Redemption, Steven Scarborough, Regisseur, Falcon Studios |
| Best Screenplay             | Valley of the Bi Dolls, Catalina Video |
| Best Performer              | Randy White, Sex Crimes, Catalina Video |
| Best Supporting Actor       | Dillon Reid, Sex Crimes, Catalina Video |
| Best Newcomers              | Zak Spears |
| Best Cum Shot (Neu)         | Steve Gibson als The Sperminator, Falcon Studios |
| Best Ethnic Performer (Neu) | Rick Pantera (als John Pantera), Blackdraft, Hand Jobs 4, Catalina Video                                                                                      |

1995 – 4. Verleihung der Grabby Awards
| Kategorie                      | Preisträger                                                                          |
| ------------------------------ | ------------------------------------------------------------------------------------ |
| Best Video of the Year         | Solicitor, Jim Steel, Regisseur, Vivid Video                                         |
| Best Director (Neu)            | John Rutherford, Flashpoint, Falcon Studios                                          |
| Best Actor (Neu)               | Ty Fox, Zak Spears                                                                   |
| Best Performers                | Daryl Brock, Rob Cryston, Hunter Scott                                               |
| Best Supporting Actor          | - Scott Baldwin, Flashpoint, Falcon Studios - Chip Daniels, Grease Guns, Studio 2000 |
| Best Newcomers                 | Hal Rockland, Flashpoint, Falcon Studios                                             |
| Best Cinematography (Neu)      | - Going Down in Style, All Worlds Video - Major Owens, Bijou Studios                 |
| Best Sex Scene (Neu)           | Grease Guns, Studio 2000, Daryl Brock, Chip Daniels, Sean Davis, Aiden Shaw          |
| Best International Video (Neu) | Pleasure Express, George Duroy, Regisseur, Falcon International Studios              |
| Best Bisexual Video (Neu)      | Revenge of the Bi Dolls, Catalina Video                                              |
| Whopper Award (Einmalig)       | Kevin Dean, Raw Hide, Studio 2000                                                    |

1996 – 5. Verleihung der Grabby Awards
| Kategorie                        | Preisträger |
| -------------------------------- | --- |
| Best Video of the Year           | Bulls Eye, Michael Zen, Regisseur, All Worlds Video |
| Best Director                    | Michael Zen, Bulls Eye, All Worlds Video |
| Best Actor                       | - Chad Knight, Bad Moon Rising, All Worlds Video; The Other Side of Aspen, Teil III und IV, Snowbound und Rescue, Falcon Studios - J.T. Sloan, Bulls Eye, All Worlds Video |
| Best Performers                  | Mike Lamas, Mike Nichols |
| Best Supporting Actor            | - Tim Lowe, Bulls Eye, All Worlds Video - Jeff Mitchell, Jawbreaker, Catalina Video                                                                                        |
| Best Newcomers                   | Gianfranco, Chad Conners, Dino Phillips |
| Best Cinematography              | - Whitefire, All Worlds Video - The Other Side of Aspen Teile III und IV, Snowbound und Rescue, Falcon Studios                                                             |
| Best Sex Scene                   | As Big as They Come II, Daryl Brock, Steve Harper, Scott Ryder, Chad Donovan, Jocks Studios                                                                                |
| Hot Shots (vorher Best Cum Shot) | - Kyle Brandon, Hard as Marble, All Worlds Video - Chip Daniels, Jawbreaker, Catalina Video - Mikie, Sex Quest, Man’s Best - Chris Collins, Powergrip, Galaxy Studios      |
| Best International Video         | The Vampire of Budapest, Kristen Bjorn, Regisseur, Kristen Bjorn / Sarava Productions                                                                                      |

1997 – 6. Verleihung der Grabby Awards
| Kategorie                      | Preisträger |
| ------------------------------ | --- |
| Best Video of the Year         | Flesh & Blood, Jerry Douglas, Regisseur, All Worlds Video |
| Best Director                  | Jerry Douglas, Flesh & Blood, All Worlds Video |
| Best Actor                     | Kurt Young, Flesh & Blood, All Worlds Video |
| Best Performers                | Cole Youngblood, Bryan Kidd |
| Best Supporting Actor          | - Jake Andrews, Code of Conduct, Falcon Studios - Sam Crockett, Why Marines Don’t Kiss, All Worlds Video |
| Best Newcomers                 | Kurt Young, Bryan Kidd, Flesh & Blood, All Worlds Video |
| Best Cinematography            | - Desert Train, Titan Media - Night Walk, HIS Video |
| Best Sex Scene                 | Tradewinds, Kurt Young, Derek Cameron, Huge Video |
| Hot Shots                      | Lukas Ridgeston, Cole Youngblood |
| Best Non-Sexual Role (Neu)     | - Jeanna Fine, Flesh & Blood, All Worlds Video - Sharon Kane, My Sister’s Husband, All Worlds Video |
| Promising New Performers (Neu) | - Dean Spencer, Code of Conduct, Falcon Studios - Todd Gibbs, Raw Material, Hot House Entertainment - Carl Erik, Trying it on for Size, Studio 2000 - Shane Thomas, Men Only, Jock Studios; Played, Vivid Video; Brother to Brother, All Worlds Video |
| Best International Video       | Nighthawken, Victor Dunai, Regisseur, Falcon International Studios |

1998 – 7. Verleihung der Grabby Awards
| Kategorie                | Preisträger |
| ------------------------ | --- |
| Best Video of the Year   | Naked Highway, Wash West, Regisseur, Big Video |
| Best Director            | - Kristen Bjorn, Amazon Adventure, The Anchor Hotel, Gangsters at Large, Kristen Bjorn Productions - Wash West, Naked Highway, Dr. Jerkoff & Mr. Hard, Big Video                                                                              |
| Best Screenplay          | - Family Values, Jerry Douglas, Men of Odyssey - Wash West, Naked Highway, Big Video |
| Best Actor               | Jim Buck |
| Best Performers          | Drew Andrews, Steve O’Donnell |
| Best Supporting Actor    | - Eduardo, Matador, All Worlds Video - Vidkid Timo, Mardi Gras Cowboy, All Worlds Video |
| Best Newcomer            | Jim Buck |
| Best Cinematography      | - Amazon Adventure, Kristen Bjorn Productions - Naked Highway, Big Video |
| Hot Shots                | Paul Morgan |
| Best Non-Sexual Roles    | - Sharon Kane, Family Values, Men of Odyssey, Hardcore, All Worlds Video - Lola Cornfield, Dr. Jerkoff & Mr. Hard, Big Video |
| Promising New Performers | - Mark Pierce, Grease Guns 2, Studio 2000, Summer of '44, Catalina Video, Roughing It, Totally Tight Video - Joey Violence, Naked Highway, Big Video, Workin' It Out (als Joey Morelli), Studio 2000 - Jeff White, Grease Guns 2, Studio 2000 |
| Best International Video | The Anchor Hotel, Kristen Bjorn, Regisseur, Kristen Bjorn Productions |

### 1999–2000 – Preisverleihungen in der SaunaMan′s Country
Die ersten beiden öffentliche Showveranstaltung zur Verleihung Grabby Awards fanden in der schwulen Sauna Man′s Country in Chicago statt.
1999 – 8. Verleihung der Grabby Awards. Moderation: Honey West und Chi Chi LaRue
| Kategorie                | Preisträger |
| ------------------------ | --- |
| Best Romance Video (Neu) | Man Watcher, Kristen Bjorn, Regisseur, Kristen Bjorn, Sarava Productions |
| Best Fantasy Video (Neu) | Homogenized, Michael Zen, Regisseur, All Worlds Video |
| Best All-Sex Video (Neu) | Link 2 Link, Chi Chi LaRue, Regisseur, All Worlds Video |
| Best Director            | - Chi Chi LaRue - Kristen Bjorn |
| Best Screenplay          | - A Lesson Learned, Mike Donner, All Worlds Video - Ryker’s Revenge, Jim Steel, Men of Odyssey |
| Best Actor – Dramatic    | Blue Blake, Men in Blue, New Age Pictures |
| Best Actor – Action Hero | Steve Rambo, Catalinaville, Catalina Video |
| Best Performers          | Cole Tucker, Will Clark |
| Best Supporting Actor    | Rod Barry, A Lesson Learned, All Worlds Video |
| Best Newcomer            | Jared Wright |
| Best Cinematography      | Robert Kirsh, Bruce Cam, Titan Media |
| Best Duo Sex Scene (Neu) | - Ken Ryker, Steve Harper, Ryker’s Revenge, Jim Steel, Regisseur, Men of Odyssey - Robby Taylor, Miles Andrews, Even Steven, Toby Ross, Regisseur, Videospoon/Video 10 |
| Best Group Scene (Neu)   | Link 2 Link final orgy, Chi Chi LaRue, Regisseur, All Worlds Video |
| Best Hot (Cum) Shots     | Vincent Dimarco |
| Best Non-Sex Performance | Tom Walker, Catalinaville, Catalina Video |
| Best Ethnic Performer    | J.C. Carter |
| Best International Video | - Impromptus, Wim Hoff, Pavel Nikos, Regisseure - All Worlds International / Czech Mate |
| Best Ethnic Video (Neu)  | Black Balled 2, Chi Chi LaRue, Regisseur, All Worlds Video |
| Best Leather Video (Neu) | Fallen Angel 2, Bruce Cam, Robert Kirsh, Regisseure, Titan Media |
| Best Fetish Video (Neu)  | Batter Up, Steven Scarborough, Regisseur, Plain Wrapped/Hot House Entertainment |
| Best Art Direction (Neu) | - Homogenized, Michael Zen, Regisseur, All Worlds Video - Time Cops, Chip Daniels, Regisseur, Centaur Films |
| Wall of Fame (Neu)       | - Bob East, Regisseur, Odyssey Man Video - Chi Chi LaRue, legendäre „DirectriXXX“ - Toby Ross, Regisseur - Ken Ryker, „Supersized Superstar“ - Mickey Skee, Drehbuchautor, Philanthrop - Jim Steel, Regisseur - Hank „Big Daddy“ Ferguson, Gründer des Gay Chicago Magazine Miterfinder der, Grabbys |

2000 – 9. Verleihung der Grabby Awards. Moderation: Honey West und Chi Chi LaRue
| Kategorie                     | Preisträger |
| ----------------------------- | --- |
| Best Romance Video            | Dream Team, Jerry Douglas, Regisseur, Studio 2000                                                                                      |
| Best Fantasy Video            | - Sodom, Michael Zen, Regisseur, Vivid Man Video - Technical Ecstasy, Wash West, Regisseur, Men of Odyssey                             |
| Best All-Sex Video            | The Final Link, Chi Chi LaRue, Regisseur, All Worlds Video                                                                             |
| Best Director                 | Jerry Douglas, Studio 2000 |
| Best Screenplay – Romance     | Dream Team, Jerry Douglas, Studio 2000                                                                                                 |
| Best Screenplay – Fantasy     | Animus, Wash West, All Worlds Video |
| Best Actor – Romance          | Joe Landon, The Apprentice, Delta Productions                                                                                          |
| Best Actor – Fantasy          | Kurt Young, Sodom, Vivid Man Video |
| Best Performers               | Jason Branch, Blake Harper |
| Best Supporting Actor         | Tony Donovan, Dream Team, Studio 2000                                                                                                  |
| Best Newcomer – Performer     | Spike |
| Best Newcomer – Director      | Drew Warner |
| Best Cinematography           | Eruption, Titan Media |
| Best Solo Scene (Neu)         | Robert Black, Man Trade Solo, Sports & Recreation Video                                                                                |
| Best Duo Sex Scene            | Sam Crockett, Chad Kennedy, Technical Ecstasy, Men of Odyssey                                                                          |
| Best Threeway Sex Scene (Neu) | - Thick as Thieves, Kristen Bjorn, Sarava Productions - Marcio Do Costa, Buddy Jones, Sergei Jordanov                                  |
| Best Group Scene              | The Final Link Prison Orgy, Chi Chi LaRue, All Worlds Video                                                                            |
| Best Hot (Cum) Shots          | Spike |
| Best Non-Sex Performance      | Kurt Young, Sodom, Vivid Man Video |
| Best Ethnic Performer         | Jack Simmons |
| Best International Video      | Rapture, Wim Hoff, Regisseur, All Worlds Video International / Czech Mate                                                              |
| Best Leather Video            | Fallen Angel 3, Bruce Cam, Harold Creg, Brian Mills, Keith Webb, Regisseure, Titan Media                                               |
| Best Fetish Video             | Fist For Hire, Chris Ward, Regisseur, Club Inferno/Hot House Entertainment                                                             |
| Best Bisexual Video (Neu)     | Mass Appeal, Michael Zen, Regisseur, Men of Odyssey                                                                                    |
| Best Twink Video (Neu)        | The American Way, Kevin Clarke, Regisseur, Junior Studios/Rad Video                                                                    |
| Wall of Fame                  | - Jerry Douglas, Regisseur - Cole Tucker, Darsteller - Russell Moore, Barry Knight, Jaguar Produzent von Delta Editing and Productions |

### 2001–2003 – Preisverleihung im NachtclubCircuit
Aufgrund der großen Nachfrage wechselte die Veranstaltung 2001 in den Chicagoer Nachtclub Circuit.
2001 – 10. Verleihung der Grabby Awards. Moderation: Honey West, Chi Chi LaRue, Zak Spears und Addison Scott.
| Kategorie                    | Preisträger |
| ---------------------------- | --- |
| Best Video of the Year       | Echoes, Chi Chi LaRue, Regisseur, Men of Odyssey |
| Best All-Sex Video           | Heat, Bruce Cam, Regisseur, Titan Media |
| Best Comedy Video            | Devil is a Bottom, Bud Light, Regisseur, All Worlds Video |
| Best Director                | Chi Chi LaRue, Echoes, Men of Odyssey |
| Best Screenplay              | Echoes, Jordan Young, Men of Odyssey |
| Best Actor                   | Tony Donovan, Echoes, Men of Odyssey |
| Best Performers              | Caesar, Travis Wade |
| Best Supporting Actor        | Blake Harper, Score, Catalina Video |
| Best Newcomer – Performers   | Jackson Price, Kyle Kennedy |
| Best Newcomer – Director     | Michael Lucas |
| Best Solo Scene              | - Tuck Johnson, Live and Raw – the Movie, - Rascal Video/Channel 1 Releasing |
| Best Duo Sex Scene           | The Crush, Colby Taylor, Travis Wade, Falcon Studios |
| Best Threeway Sex Scene      | Heat, Yuri Breshnev, Alec Martinez, Victor Racek, Titan Media |
| Best Group Scene             | - Echoes, Clint Cooper, Tony Donovan, Blake Harper, Chad Johnson, Men of Odyssey - Out of Athens, Seth Adkins, Hans Ebson, Cameron Fox, Jeremy Jordan, Billy Kincaid, Tristan Paris, Emilio Santos, Jeremy Tucker, Nick Young, Falcon Studios                                                                 |
| Best Non-Sex Performance     | Sharon Kane, Echoes, Men of Odyssey |
| Best Ethnic Performer        | Jeremy Tucker |
| Best International Video     | Winning Ways, Jan Novák, Regisseur, Studio 2000 |
| Best Leather Video           | Bad Behavior, John Rutherford, Regisseur, Falcon Studios |
| Best Fetish Video            | Bound, Beaten, and Banged, Chris Ward, J.D. Slater, Regisseure, Raging Stallion Studios |
| Best Art Direction (Neu)     | Now And Forever, Studio 2000 |
| Best Videography (Neu)       | Echoes, Hue Wilde, Men of Odyssey |
| Wall of Fame                 | - Jeff Stryker, Darsteller - Zak Spears, GayVN Hall of Fame Darsteller - Robert Prion, Regisseur - Mistress Mona, GayVN Award Sieger als „Make-Up Artist of the Stars“ - Honey West, Grabby Show Co-Hostess mit Chi Chi LaRue - Hank Ferguson, Mitgründer von „Behind Closed Door“ Grabby Awards im Jahr 1991 |
| Editor’s Choice Awards (Neu) | - Documentary: Making It With Kristen Bjorn, Sarava Productions - DVD, Extras: Ryker’s Revenge, Director’s Commentary by Jim Steel, Men of Odyssey - DVD, Classic: River Patrol, Titan Media |

2002 – 11. Verleihung der Grabby Awards. Moderation: Honey West, Chi Chi LaRue, Addison Scott und Christian Taylor.
| Kategorie                | Preisträger |
| ------------------------ | --- |
| Best Video of the Year   | Carnal Intentions, Jim Steel, Regisseur, Men of Odyssey |
| Best All-Sex Video       | Sea Men: Fallen Angel 4, Bruce Cam, Regisseur, Titan Media |
| Best Comedy Video        | A Dream Come True, Rick Lawrence, Regisseur, Rad Video |
| Best Director            | Jim Steel, Carnal Intentions, Men of Odyssey |
| Best Screenplay          | Seven Deadly Sins: Gluttony, Wash West, All Worlds Video |
| Best Actor               | Tony Donovan, Carnal Intentions, Men of Odyssey |
| Best Newcomers           | Brad Benton, Matthew Rush |
| Best Supporting Actor    | Blake Harper, Conquered, All Worlds Video |
| Best Performers          | Michael Brandon, Chad Hunt |
| Best Solo Performance    | Matthew Rush, Alone With 1, Falcon Studios |
| Best Duo Sex Scene       | Carnal Intentions, Brad Benton, Tony Donovan, Men of Odyssey |
| Best Three-Way Sex Scene | Vengeance, Chad Hunt, Erik Martins, Carlos Morales, Lucas Entertainment |
| Best Group Sex Scene     | Conquered, Nino Bacci, Colton Ford, Blake Harper, Billy Herrington, Jay Ross, All Worlds Video |
| Best Non-Sex Performance | Johnny Rahm, Sharon Kane, Porn Fiction, Gino Pictures Gold |
| Best International Video | Moscow: the Power of Submission, The Bear, Regisseur, Sarava Productions |
| Best Leather Video       | Shock Serie, Teile 1 und 2, Chi Chi LaRue, Regisseur, Mustang Studios |
| Best Fetish Video        | Open Trench Vol. 1, Drew Warner, Regisseur, Sports & Recreation Video |
| Best Art Direction       | Conquered, All Worlds Video |
| Best Videography         | Sea Men: Fallen Angel IV, Titan Media |
| Best DVD Extras (Neu)    | The Joint, Men of Odyssey |
| Best Classic DVD (Neu)   | The Other Side of Aspen I, Falcon DVD |
| Wall of Fame             | - Sharon Kane, Filmmusiker und Darsteller - Chuck Renslow, früher Produzent von erotischen Nacktaufnahmen in Büchern und 8-mm-Filmen; Gründer und Produzent des International Mr. Leather (IML) - Ron Ehemann, Pornstar Agent, 1976 Redakteur des Gay Chicago Magazine - Mike Donner, All Worlds Video Regisseur; begann mit Bijou Studios in Chicago - Will Clark, Darsteller, Kolumnist - Steve Cannon, Darsteller |
| Editor’s Choice Awards   | - Classic Movie Remake: The Back Row, Chi Chi LaRue, Rascal Video/Channel 1 Releasing - Best International Screenplay: Prague Buddies 3: Liebestod, William Higgins, William Higgins Productions - Best International Actor: Jan Dvorak, The Jan Dvorak Story, William Higgins Productions - Best International Director: The Bear, Moscow: the Power of Submission, Sarava Productions                              |

2003 – 12. Verleihung der Grabby Awards. Moderation: Honey West, Chi Chi LaRue, Matthew Rush und Kyle Kennedy.
| Kategorie                 | Preisträger |
| ------------------------- | --- |
| Best Video of the Year    | Deep South: the Big, the Easy, John Rutherford, Chi Chi LaRue, Regisseure, Falcon Studios |
| Best All-Sex Video        | Closed Set: the New Crew, Joe Gage, Regisseur, MSR Video |
| Best Comedy Video         | White Trash, Tony Alizzi, Regisseur, MSR Video |
| Best Directors            | John Rutherford, Chi Chi LaRue, Deep South: the Big and the Easy, Falcon Studios |
| Best Screenplay           | White Trash, Rick Tugger, MSR Video |
| Best Actor                | Joe Landon, The Apprentice 2: Dark Heart, Delta Video |
| Best Performers           | Carlos Morales, Matthew Rush |
| Best Supporting Actor     | Chad Hunt, Oral Exams, Rascal Video/Channel 1 Releasing |
| Best Newcomers            | Matt Summers, Bret Wolfe |
| Best Solo Performance     | Sean Storm, Open Trench 2: Fuck Fantasies, Sports & Recreation Video |
| Best Duo Sex Scene        | Deep South: the Big and the Easy, Matthew Rush, Josh Weston, Falcon Studios |
| Best Three-Way Sex Scene  | The Apprentice 2: Dark Heart, Trent Atkins, Joe Landon, Danny Rhymes, Delta Video |
| Best Group Sex Scene      | Deep South: the Big and the Easy, Jeremy Jordan, Chad Hunt, Adam Wolfe, Derek Cameron, Sebastian Cole, Jason Tyler, Clay Maverick, Falcon Studios |
| Best Non-Sex Performance  | David Forest, Brad’s Buddies, Forest Films |
| Best International Video  | Frisky Summer 4, George Duroy, Regisseur, Bel Ami |
| Best Leather/Fetish Video | Prowl 3: Genuine Leather, Tony Alizzi, Regisseur, MSR Video |
| Best Art Direction        | White Trash, MSR Video |
| Best Videography          | Bruce Cam, Gorge, Titan Media |
| Best DVD Extras           | The Back Row, Jerry Douglas, 1972 Originalversion, Chi Chi LaRue, 2001 Remake, Rascal Video/Channel 1 Releasing |
| Best Classic DVD          | Big Guns, William Higgins, Regisseur, Catalina DVD |
| Wall of Fame              | - Joe Gage, Regisseur von Kansas City Trucking Co. (1976), El Paso Wrecking Corp. (1977), und L.A. Tool & Die (1979) Trilogie - John Rutherford, mehrfach ausgezeichneter Regisseur des Falcon Studios - J.D. Slater, Mitgründer und Eigentümer von Raging Stallion Studios mit Chris Ward, auch talentierter Musiker und Komponist - Jason Branch, mehrfach ausgezeichneter Darsteller - Michael Brandon, mehrfach ausgezeichneter Darsteller - Jack Simmons, Darsteller |
| Editor’s Choice Awards    | - Best Bisexual Video: Mass Appeal 2, Jim Steel, Regisseur, Men of Odyssey - Best Reviewer Promo Package: The Dirty Director, Raging Stallion Studios - Special Achievement Award: Bob East, Executive Director for Men of Odyssey |

### 2004–2005 – Preisverleihungen imPark West Theater
Im Jahr 2004 wechselten die Grabby Awards erstmals in einen für große Bühnenveranstaltungen ausgelegten Veranstaltungsort, das Park West Theater.
2004 – 13. Verleihung der Grabby Awards. Moderation: Honey West, Chi Chi LaRue, Chris Steele, Michael Brandon und Bret Wolfe.
| Kategorie                            | Preisträger |
| ------------------------------------ | --- |
| Best Video of the Year               | The Hole, Wash West, Regisseur, Jet Set Team Productions |
| Best All-Sex Video                   | Reload, John Rutherford, Regisseur, Colt Studios |
| Best Comedy Video (Neu)              | There Goes the Neighborhood, Rick Tugger, Regisseur, All Worlds Video |
| Best Director                        | Wash West, The Hole, Jet Set Team Productions |
| Best Screenplay                      | Wash West, The Hole, Jet Set Team Productions |
| Best Actor                           | Michael Soldier, A Porn Star is Born, Raging Stallion Studios |
| Best Performers                      | Trent Atkins, Brad Benton |
| Best Supporting Actor                | Brad Benton, There Goes the Neighborhood, All Worlds Video |
| Best Newcomers                       | Tag Adams, Tag Eriksson |
| Best Solo Performance                | Tag Eriksson, The Hole, Jet Set Team Productions |
| Best Duo Sex Scene                   | - Detention, Tag Adams, Chad Hunt, Rascal Video/Channel 1 Releasing - Drenched Part 2: Soaked to the Bone, Chase Hunter, Lane Fuller, Falcon Studios                                                                                        |
| Best Three-Way Sex Scene             | Gaydreams, Michael Vincenzo, Peter Raeg, Shane Rollins, Raging Stallion Studios |
| Best Group Sex Scene                 | Detention, Johnny Hazzard, Matt Summers, Logan Reed, Chad Hunt, Matt Majors, Andy Hunter, Mike Johnson, Rascal Video/Channel 1 Releasing |
| Best Non-Sex Performance             | Rowdy Carson, There Goes the Neighborhood, All Worlds Video |
| Best International Video             | Just for Fun, George Duroy, Regisseur, Bel Ami |
| Best Leather Video                   | Skuff II: Downright Filthy, Steven Scarborough, Regisseur, Hot House Entertainment |
| Best Fetish Video                    | Rear End Collision #1: Pop a Gasket, Rear End Collision #2: Lube Job, Chris Ward, Regisseur, Raging Stallion Studios |
| Best Art Direction                   | Carny, Brian Mills, Harold Creg, Regisseure, Titan Media |
| Best Videography                     | Max Phillips, Drenched Part 1: Soaking it In, Drenched Part 2: Soaked to the Bone, Chi Chi LaRue, Regisseur, Falcon Studios |
| Best DVD Extras                      | Carny, Titan Media |
| Best Classic DVD                     | Sailor in the Wild, William Higgins, Regisseur, Catalina DVD |
| The New Grabby Surprise Awards (Neu) | - Hottest Cock: Chad Hunt - Hottest Ass: Rob Romoni - Hottest Versatile Performer: Anthony Holloway - Hottest Cum Shots: Reload, Ray Dragon, Marcus Irons, Dave Angelo, Rob Romoni, Matt Colmar; John Rutherford, Regisseur, Colt Studios   |
| Wall of Fame                         | - Steven Scarborough, Regisseur, Hot House Entertainment - Chris Steele, Darsteller/Regisseur, Falcon Studios - Raúl Rodríguez - Christian Taylor, Darsteller - Flex-Deon Blake, Darsteller - Bradley Harrison Picklesimer, Makeup-Künstler |
| Editor’s Choice Awards               | - Hot New Directors: Jett Blakk, Doug Jeffries |

2005 – 14. Verleihung der Grabby Awards. Moderation: Honey West, Chi Chi LaRue, Tag Adams, Michael Brandon und Zak Spears.
| Kategorie                                 | Preisträger |
| ----------------------------------------- | --- |
| Best Video of the Year                    | Buckleroos Teile I und II, John Rutherford, Jerry Douglas, Regisseure, Colt Studios’ Buckshot Productions |
| Best All-Sex Video                        | Bolt, Chi Chi LaRue, Regisseur, Rascal Video/Channel 1 Releasing |
| Best Comedy Video                         | Wet Palms, Episodes1–3, Matthew Moore, Regisseur, Jet Set Productions |
| Best Director                             | John Rutherford, Jerry Douglas, Buckleroos Teile I und II, Colt Studios’ Buckshot Productions |
| Best Screenplay                           | Jerry Douglas, Buckleroos Teile I und II, Colt Studios’ Buckshot Productions |
| Best Actor                                | Brad Benton, Wet Palms, Episoden 1–3, Matthew Moore, Regisseur, Jet Set Productions |
| Best Performers                           | Tag Adams, Owen Hawk |
| Best Supporting Actor                     | Owen Hawk, Buckleroos Teile I und II, John Rutherford, Jerry Douglas, Regisseure, Colt Studios’ Buckshot Productions |
| Best Newcomers                            | Kent Larson, Eddie Stone |
| Best Solo Performance                     | Chad Donovan, Wet Palms, Matthew Moore, Regisseur, Jet Set Productions |
| Best Duo Sex Scene                        | - Johnny Hazzard, Zak Spears, Bolt, Chi Chi LaRue, Regisseur, Rascal Video/Channel 1 Releasing - Tag Adams, Aiden Shaw, Perfect Fit, Steven Scarborough, Regisseur, Hot House Entertainment                                                                    |
| Best Three-Way Sex Scene                  | Brad Benton, Owen Hawk, Diego De Lahoya, Buckleroos Teil I, John Rutherford, Jerry Douglas, Regisseure, Colt Studios’ Buckshot Productions |
| Best Group Sex Scene                      | Johnny Hazzard, Rod Barry, Theo Blake, Alex Lemonde, Kyle Lewis, Dillon Press, Troy Punk, Shane Rollins, Rob Romoni, Anthony Shaw, Sebastian Tauza, Bolt, Chi Chi LaRue, Regisseur, Rascal Video/Channel 1 Releasing                                           |
| Best Non-Sex Performance                  | Zak Spears, Buckleroos Teile I und II, John Rutherford, Jerry Douglas, Regisseure, Colt Studios’ Buckshot Productions |
| Best International Video                  | Countdown, Sven Jungbluth, Regisseur, Cazzo Film (Deutschland), Centaur Films |
| Best Leather Video                        | Horse: Fallen Angel 5, Bruce Cam, Regisseur, Titan Media |
| Best Fetish Video                         | Toolbox Trilogy: Drilled, Chris Ward, Regisseur, Raging Stallion Studios |
| Best Art Direction                        | Horse: Fallen Angel 5, Bruce Cam, Regisseur, Titan Media |
| Best Videography                          | Max Phillips, Taking Flight Parts 1 & 2, Falcon Studios |
| Best DVD Extras                           | Horse: Fallen Angel 5, Bruce Cam, Regisseur, Titan Media |
| Best Classic DVD                          | The Road to Hopeful, Steven Scarborough, Regisseur, Hot House Entertainment |
| Grabby Surprise Awards                    | - Hottest Cock: „Monster“–Michael Brandon - Hottest Ass: Matthew Rush - Hottest Versatile Performer: Brad Benton - Hottest Cum Shots: Árpád Miklós, Ricky Martinez, Buckleroos, John Rutherford, Jerry Douglas, Regisseure, Colt Studios’ Buckshot Productions |
| Wall of Fame                              | Chad Donovan, Rod Barry, Grant Larson, Chris Ward, Chris Greene, Jeremy Spencer, Dillon Press |
| maleflixxx.TV People’s Choice Award (Neu) | Pokin' in the Boy’s Room, Chris Ward, Michael Brandon, Regisseure, Monster Bang/Raging Stallion Studios |

### 2006–2008 – Preisverleihungen imVic Theatre
2006 – 15. Verleihung der Grabby Awards. Moderation: Honey West, Chi Chi LaRue, Rod Barry, Brad Benton und Chad Hunt.
| Kategorie                           | Preisträger |
| ----------------------------------- | --- |
| Best Gay Video                      | Wrong Side of the Tracks Part One und Part Two , Chi Chi LaRue, Regisseur, Rascal Video |
| Best All-Sex Video                  | Arabesque, Chris Ward, Regisseur, Raging Stallion Studios |
| Best Comedy Video                   | Through the Woods, Chi Chi LaRue, Regisseur, Falcon Studios |
| Best Director                       | Chi Chi LaRue, Wrong Side of the Tracks Part One und Part Two, Rascal Video |
| Best Screenplay                     | Jett Blakk, Dirty Little Sins, Red Devil Entertainment |
| Best Actor                          | Gus Mattox, Dangerous Liaisons, Michael Lucas, Regisseur, Lucas Entertainment |
| Best Performers                     | Brad Benton, Johnny Hazzard |
| Best Supporting Actor               | Jacob Slader, Dirty Little Sins, Jett Blakk, Regisseur, Red Devil Entertainment |
| Best Newcomers                      | Roman Heart, Jason Kingsley |
| Best Solo Performance               | Brad Benton, Dirty Little Sins, Red Devil Entertainment |
| Best Duo Sex Scene                  | Jason Kingsley, Brad Patton, Beyond Perfect, Jerry Douglas, Regisseur, Colt Studios’ Buckshot Productions                                                                                             |
| Best Three-Way Sex Scene            | Johnny Hazzard, Marcus Iron, Tommy Ritter, Wrong Side of the Tracks Part One, Rascal Video |
| Best Group Sex Scene                | Huessein, Joey Russo, Sarib, JC, Colin West, Arabesque, Raging Stallion Studios |
| Best Non-Sex Performance            | Joe Gage, Beyond Perfect, Buckshot Productions |
| Best International Video            | Lukas in Love, George Duroy, Regisseur, Bel Ami |
| Best Leather Video                  | The Missing, Steven Scarborough, Regisseur, Hot House Entertainment |
| Best Fetish Video                   | Twisted, David Lamm, Regisseur, Club Inferno/Hot House Entertainment |
| Best Art Direction                  | Heaven to Hell, Chi Chi LaRue, Regisseur, Falcon Studios |
| Best Videography                    | Hue Wilde, Wrong Side of the Tracks Part One and Part Two, Rascal Video |
| Best Gay DVD Extras                 | Arabesque, Chris Ward, Regisseur, Raging Stallion Studios |
| Best Classic Gay DVD                | Big Guns: Original Ending, Catalina Video |
| Grabby Surprise Awards              | - Hottest Cock: Trevor Knight - Hottest Ass: Pete Ross - Hottest Versatile Performer: Rod Barry - Hottest Cum Shots: Marco Paris, The Missing, Steven Scarborough, Regisseur, Hot House Entertainment |
| Wall of Fame                        | Jett Blakk, Caesar, Chad Hunt, Matthew Rush, Steve Walker (als Hue Wilde) |
| maleflixxx.TV People’s Choice Award | Hard As Wood, Chris Ward, Michael Brandon, Regisseure, Monster Bang/Raging Stallion Studios |

2007 – 16. Verleihung der Grabby Awards. Moderation: Honey West, Chi Chi LaRue, Johnny Hazzard, Kent North und Matthew Rush.
| Kategorie                           | Preisträger |
| ----------------------------------- | --- |
| Best Gay Video                      | Justice, Hot House Entertainment |
| Best All-Sex Video                  | Manifesto, Raging Stallion Video |
| Best Twink Video                    | Young Men Just Want to Fuck, Jet Set Productions |
| Best Comedy Video                   | 2nd Inning, Electro Video |
| Best Fetish Video                   | Folsom Filth, Titan Media |
| Best International Video            | The School for Lovers, Lucas Kazan Productions |
| Best Leather Video                  | Black-N-Blue, Hot House Entertainment |
| Best Cum Scene                      | Josh Weston in Manly Heat: Scorched, Buckshot Productions                                                                                             |
| Best Solo Sex Scene                 | Kent North in At Your Service, Hot House Entertainment                                                                                                |
| Best Duo Sex Scene                  | Trevor Knight und Shane Rollins in Justice, Hot House Entertainment                                                                                   |
| Best Three-Way Sex Scene            | - Jason Crew, Brian Hansen und Tamas Esterhazy in Big Rig, Buckshot Productions - Luca DiCorso, Jan Fischer und Jeremy Hall in No Cover, Rascal Video |
| Best Group Sex Scene                | Eddie Stone, Tommy Ritter, Damon De Marco und Trevor Knight in 2nd Inning, Electro Video                                                              |
| Best Actor                          | Shane Rollins in Justice, Hot House Entertainment |
| Best Supporting Actor               | Matthew Rush in The Velvet Mafia 1 & 2, Falcon Studios                                                                                                |
| Best Non-Sex Performance            | Paul Barresi in The Velvet Mafia 1 & 2, Falcon Studios                                                                                                |
| Best Performers                     | Collin O’Neal, Trevor Knight |
| Best Newcomers                      | Matt Cole, Brian Hansen |
| Best Versatile Performer (Neu)      | Francesco D’Macho |
| Best Cock (Neu)                     | Cort Donovan (Beschnitten), Barret Long (Unbeschnitten)                                                                                               |
| Best Bottom (Neu)                   | Matt Cole |
| Best Art Direction (Neu)            | The Velvet Mafia 1 & 2, Falcon Studios |
| Best Director                       | Steven Scarborough für Justice, Hot House Entertainment                                                                                               |
| Best DVD Extras                     | Dripping Wet, Falcon Studios |
| Best Screenplay                     | Austin Deeds für The Velvet Mafia 1 & 2, Falcon Studios                                                                                               |
| Best Videography                    | Dan Fox und Collin O’Neal für Lebanon, Collin O’Neal Productions                                                                                      |
| Wall of Fame                        | Blue Blake, Bruce Vilanch, David Forest, Gino Colbert, Max Philips, Paul Barresi                                                                      |
| Lifetime Achievement Award (Neu)    | Chi Chi LaRue |
| maleflixxx.TV People’s Choice Award | Justice, Hot House Entertainment |

2008 – 17. Verleihung der Grabby Awards. Moderation: Honey West, Chi Chi LaRue, Jake Deckard, Dean Flynn und Trevor Knight.
| Kategorie                           | Preisträger |
| ----------------------------------- | --- |
| Best Gay Video                      | Grunts, Raging Stallion                                                                                         |
| Best All-Sex Video                  | Link: The Evolution, All Worlds Video                                                                           |
| Best Comedy Video                   | Oliver Twink, PZP                                                                                               |
| Best Fetish Video                   | Ink Storm, Screaming Eagle XXX/Raging Stallion Studios                                                          |
| Best Fetish Extreme Video           | Fear, Titan Men                                                                                                 |
| Best International Video            | Casting Couch, Olympus                                                                                          |
| Best Leather Video                  | Verboten 1 & 2, Hot House Entertainment                                                                         |
| Best Twink Video                    | Real and Raw Miami 1 & 2, CitiBoyz                                                                              |
| Best Cum Scene                      | Francesco D’Macho und Romario Faria in Verboten 2, Hot House Entertainment                                      |
| Best Rimming Scene (Neu)            | Blake Riley und Johnny Hazzard in Restless Youths, Rascal Video                                                 |
| Best Solo Sex Scene                 | - Ricky Sinz in Grunts, Raging Stallion Studios - Tory Mason in Paradise Found, Buckshot Productions            |
| Best Duo Sex Scene                  | Jake Deckard und Remy Delaine in Playback, Raging Stallion Studios                                              |
| Best Three-Way Sex Scene            | Blake Riley, Kevin Miles und Scott Tanner in Link: The Evolution, All Worlds Video                              |
| Best Group Sex Scene                | Brendan Davies, Joe Strong, Johnny Hazzard, Matt Majors und Steve Cruz in Link: The Evolution, All Worlds Video |
| Best Actor                          | - Erik Rhodes in The Ivy League, Falcon - Jason Ridge in A Rising Star, Ridgeline Films                         |
| Best Supporting Actor               | Ricky Sinz in Grunts, Raging Stallion Studios                                                                   |
| Best Non-Sex Performance            | Lou Cass in Dare, Falcon Studios                                                                                |
| Best Performers                     | Jake Deckard, Jason Ridge                                                                                       |
| Best Newcomers                      | Blake Riley, Steve Cruz                                                                                         |
| Best Versatile Performer            | Erik Rhodes |
| Hottest Bottom                      | Jesse Santana                                                                                                   |
| Hottest Cock                        | Diesel Washington (Beschnitten), Devin Moss (Unbeschnitten)                                                     |
| Best Art Direction                  | Verboten 1 & 2, Hot House Entertainment                                                                         |
| Best Director                       | Chris Ward und Ben Leon für Grunts, Raging Stallion Studios                                                     |
| Best DVD Extras                     | Link: The Evolution, All Worlds Video                                                                           |
| Best Screenplay                     | Andrew Rosen für The F Word, Jet Set Men                                                                        |
| Best Videography                    | Brian Mills und Paul Wilde für H2O, Titan Men                                                                   |
| Wall of Fame                        | Billy Masters, Brent Smith, Brian Mills, Doug Jeffries, Kent North (posthum), Parker Williams, Tony DiMarco     |
| Lifetime Achievement Award          | Toby Ross |
| maleflixxx.tv People’s Choice Award | Breathless, Titan Media                                                                                         |

### 2009–2012 – Preisverleihungen imPark West Theater
Im Jahr 2009 wechselten die Grabby Awards zurück in das Park West Theater.
2009 – 18. Verleihung der Grabby Awards. Moderation: Honey West, Chi Chi LaRue, Blake Riley, Brent Corrigan und Wolf Hudson.
| Kategorie                           | Preisträger |
| ----------------------------------- | --- |
| Best Movie                          | The Drifter, Raging Stallion |
| Best All-Sex Video                  | Blackballed 6: Under The Hood , All Worlds Video                                                                                      |
| Best Comedy Video                   | Paging Dr. Finger, Hot House Entertainment                                                                                            |
| Best Fetish Video                   | Folsom Prison, Titan Men |
| Best Fetish Extreme Video           | Fisting Ranch Hands, Fisting Ranch Hands                                                                                              |
| Best International Video            | Indecent Proposals, Falcon Studios |
| Best Ethnic                         | Black Balled 6: Under the Hood, All Worlds Video                                                                                      |
| Best Twink Video                    | Just the Sex 2, Prodigy Pictures |
| Best Cum Scene                      | Dylan Sanders und Besetzung in Black Balled 6: Under the Hood, All Worlds Video                                                       |
| Best Rimming Scene                  | Blake Riley, Cort Donovan und Turk Mason in Excess, Rascal Video                                                                      |
| Best Solo Performance               | Damien Crosse in To the Last Man, Raging Stallion Studios                                                                             |
| Best Duo Sex Scene                  | - Zeb Atlas und Adam Killian in Best Man 2, Falcon Studios - Logan McCree und Vinnie D’Angelo in The Drifter, Raging Stallion Studios |
| Best Three-Way Sex Scene            | Logan McCree, Ricky Sinz und Scott Tanner in To the Last Man, Raging Stallion Studios                                                 |
| Best Group Sex Scene                | Chad Hunt, Cort Donovan, Nash Lawler und Phenix Saint in End Game, Dirty Bird Pictures                                                |
| Best Actor                          | Logan McCree in The Drifter, Raging Stallion Studios                                                                                  |
| Best Supporting Actor               | Scott Tanner in To the Last Man, Raging Stallion Studios                                                                              |
| Best Performers                     | Steve Cruz, Diesel Washington |
| Best Newcomers                      | Kyle King, Cameron Marshall |
| Hottest Versatile Performer         | Dean Flynn |
| Hottest Cock                        | Antonio Biaggi (Unbeschnitten), Tyler Saint (Beschnitten)                                                                             |
| Best Porn Star Blog                 | Diesel Washington |
| Best Porn Star Website              | Stevecruzxxx.com |
| Best Art Direction                  | Funhouse, Titan Men |
| Best Director                       | Chris Ward, Tony DiMarco und Ben Leon für To the Last Man, Raging Stallion Studios                                                    |
| Best Screenplay                     | Doug Jeffries für Black Meat White Heat, Channel 1 Releasing                                                                          |
| Best Videography                    | The Drifter, Raging Stallion Studios                                                                                                  |
| Best Box Cover                      | Doug Jefferies für Black Meat White Heat, Channel 1 Releasing                                                                         |
| Best Still Photographer             | Mike Hicks |
| Best Web-Based Porn Site            | CockyBoys.com |
| Wall of Fame                        | ? |
| maleflixxx.tv People’s Choice Award | ? |

2010 – 19. Verleihung der Grabby Awards. Moderation: Honey West, Chi Chi LaRue, Diesel Washington, Roman Heart und Jeremy Bilding.
| Kategorie                   | Preisträger |
| --------------------------- | --- |
| Best Gay Video              | Focus/Refocus, Raging Stallion |
| Best All-Sex Video          | Taken to the lowest level, All Worlds Video |
| Best Comedy Video           | Whorrey Potter, Dominic Ford Features |
| Best Fetish Video           | Folsom Flesh, Titan Men |
| Best Fetish Extreme Video   | Up Yours 1 & 2, Club Inferno |
| Best International Video    | Men of Israel, Lucas Entertainment |
| Best Ethnic                 | Black Balled 7, Channel 1 Releasing |
| Best Twink Video            | Keep’em Cummin, Cityboyz |
| Best Cum Scene              | Gridiron Gang Bang, Channel 1 Releasing |
| Best Rimming Scene          | Benjamin Bradley und Jeremy Bilding in Tread Heavy. (Channel 1 Releasing)                                                                                 |
| Best Solo Performance       | Adam Killian in Taken to the lowest level. (Channel 1 Releasing)                                                                                          |
| Best Duo Sex Scene          | Bobby Clark und David West in Boy Country. (Buckshot) |
| Best Three-Way Sex Scene    | Ty Colt, Leo Giamani und Adam Killian in The Trainer. (Falcon Studios)                                                                                    |
| Best Group Sex Scene        | Damian Crosse, Francesco DeMacho, Wilfred Knight, Angelo Marconi und Steve Cruz in Focus/Refocus. (Raging Stallion Studios)                               |
| Best Actor                  | Cole Streets in Focus/Refocus. (Raging Stallion Studios)                                                                                                  |
| Best Supporting Actor       | - Diesel Washington in Asylum. (Falcon Studios) - David Taylor in Focus/Refocus (Raging Stallion Studios)                                                 |
| Performer of the Year       | - Adam Killian - Tony Buff |
| Best Newcomers              | Austin Wilde, Samuel Colt |
| Hottest Versatile Performer | Matthew Rush |
| Hottest Cock                | Rafael Alencar (Unbeschnitten), Tony Buff (Beschnitten)                                                                                                   |
| Best Pornstar Blog          | Ricky Sinz |
| Best Pornstar Website       | RomanandBenjamin.com |
| Best Art Direction          | Asylum (Falcon Studios) |
| Best Director               | - Chris Ward, Tony DiMarco und Ben Leon für Focus/Refocus. (Raging Stallion Studios) - Chi Chi LaRue für Taken to the lowest level. (Channel 1 Releasing) |
| Best Screenplay             | Dan Rhodes für Focus/Refocus. (Raging Stallion Studios)                                                                                                   |
| Best Videography            | Mr.Pam für Men of Israel. (Lucas Entertainment) |
| Best Box Cover              | Taken to the lowest level, Channel 1 Releasing |
| Best Still Photographer     | Gio |
| Best Web-Based Porn Site    | RandyBlue.com |
| Best Leather Movie          | Skuff 4, Hot House Entertainment |
| Best Pro/Am                 | Summer Recruits, Active Duty |
| Hottest Bottom              | Vince Ferelli |
| Wall of Fame                | Trevor Knight, Ross Cannon, Dink Flamingo, Jason Ridge |

2011 – 20. Verleihung der Grabby Awards. Moderation: Honey West, Chi Chi LaRue
| Kategorie                 | Preisträger                                                                |
| ------------------------- | -------------------------------------------------------------------------- |
| Hottest Rimming           | Benjamin Bradley und Brian Hanson (LOTUS BUCKSHOT)                         |
| Best Still Photographer   | Greg Lenzman                                                               |
| Best Three Way            | Dominic Pacifico, Spencer Reed und Alexsander Freitas (Adrenaline/Mustang) |
| Best Supporting actor     | Bren Wyson, Brutal 1 &2 (Raging Stallion Studios)                          |
| Bester Director           | Tony DiMarco, Brutal 1&2 (Raging Stallion Studios)                         |
| Hottest Bottom            | Angelo Marconi                                                             |
| Best Nonsexual            | Howard Andrews, Grand Slam (Channel 1 Releasing)                           |
| Bester Twink              | My Summer Vacation 1 (Citi Boyz)                                           |
| Bester Newcomer           | Steven Diagle und Riley Price                                              |
| Bester Actor              | Brent Everett, Grand Slam (Channel 1 Releasing)                            |
| Bester Original Content   | Next Door Studios                                                          |
| Beste european Theme site | Bel Ami Online                                                             |
| Beste Fetischsite         | Active Duty                                                                |
| Beste VOD Site            | Naked Sword                                                                |
| Beste Video Company Site  | Hot House Entertainment                                                    |
| Bestes Affiliate Programm | Channel 1 Releasing Affiliate Program                                      |
| Beste Live Cam            | Camera Boys                                                                |
| Beste Megaseite           | Suite 703                                                                  |
| Performer des Jahres      | Samuel Colt und Brent Everett                                              |
| Bester Film               | Costa Brava (Kristen Bjorn)                                                |
| Bester all Sex Film       | Loading Zone (Hot House Entertainment)                                     |
| Lebenswerk                | Kristen Bjorn                                                              |
| Wall of Fame              | Sister Roma, Steve Shay, Brandon Baker und Dean Monroe                     |

2012 – 21. Verleihung der Grabby Awards. Moderation: Honey West, Chi Chi LaRue
| Kategorie                  | Preisträger                                                                               |
| -------------------------- | ----------------------------------------------------------------------------------------- |
| Bester Newcomer            | Marc Dylan & Andrew Jakk                                                                  |
| Bester Original Content    | Austinzane.com                                                                            |
| Best Three Way             | Hunter Marx, Jayden Grey und Jessie Colter in Speechless (Titan Men)                      |
| Bester Nebendarsteller     | Conner Habib in Dad Goes to College (Dragon Media)                                        |
| Bestes Screenplay          | Marc MacNamara in Assassin (Lucas Entertainment)                                          |
| Beste Live Cam             | Camera Boys                                                                               |
| Performer of the Year      | Landon Conrad und Spencer Reed                                                            |
| Hottest Bottom             | Cavin Knight                                                                              |
| Bester Fetisch             | Sektor 9 Pt 1&2 (Hot House Entertainment)                                                 |
| Bester Fetisch Extrem      | Bad Ass (Club Inferno)                                                                    |
| Bester Versatile Performer | Adam Killian                                                                              |
| Hottest Cock - Uncut       | Rafael Carreras                                                                           |
| Hottest Cock - Cut         | Brady Jensen                                                                              |
| Bester Schauspieler        | Lucky Daniels, Anthony’s Weener (Jet Set Men)                                             |
| Beste Cum Szene            | Cameron Marshall, Dominic Pacifico und Jimmy Durano in Cock Tales-Raising The Bar (C1R)   |
| Beste Videografie          | Mr.Pam in Assassin (Lucas Entertainment)                                                  |
| Beste Gruppe               | Surveillance (Titan Men) Spencer Reed, Dario Beck, Christopher Daniels and Trenton Ducati |
| Hottest Rimming            | Dean Monroe, Kayden Hart and Christian Ray in Lick It Clean(C1R)                          |
| Beste VOD Seite            | Maleflixxx                                                                                |
| Beste Art Direction        | Cockwatch (C1R)                                                                           |
| Bester Director            | Michael Lucas, Marc MacNamera and Mr.Pam in Assassin (Lucas Entertainment)                |
| Best Box Cover             | To Fuck a Predator (Jet Set Men)                                                          |
| Bestes Solo                | Austin Wilde in Bad Boys Get Spanked and Then Fucked (C1R)                                |
| Bester Porn Blog           | Chronicals of Pornia                                                                      |
| Beste Mega Seite           | Next Door Buddies                                                                         |
| Best All Sex               | Other Side of Aspen 6 (Falcon)                                                            |
| Bestes Twink Movie         | Got Twink? (C1R)                                                                          |
| Bester Still Photographer  | Dominic Ford                                                                              |
| Beste Video Company Seite  | Bel Ami                                                                                   |
| Beste Fetisch Seite        | Bound Jocks                                                                               |
| Beste Affiliate Programm   | AEBN                                                                                      |
| Beste Porn Star Seite      | Brenteverett.com                                                                          |
| Bestes Duo                 | Adam Killian & Tony Buff in The Other Side Of Aspen 6 (Falcon)                            |
| Manly Man                  | Tom Wolfe                                                                                 |
| Bester Movie               | Assassin (Lucas Entertainment)                                                            |
| Steamworks Fan favorite    | Other Side of Aspen 6 (Falcon)                                                            |
| Wall of Fame               | Max Phillips, Steve Cruz, Rob Romoni, Christian Owen                                      |

2013 – 22. Verleihung der Grabby Awards. Moderation: Honey West, Chi Chi LaRue
| Kategorie             | Preisträger |
| --------------------- | --- |
| Bester Newcomer       | Max Ryder und Tate Ryder                                                                                        |
| Bester Schauspieler   | Christian Wilde in Wilde Road (NakedSword)                                                                      |
| Bestes Screenplay     | Mr.Pam in Wilde Road (Nakedsword)                                                                               |
| Bester Fetisch        | Pantyhos (Lucas Entertainment)                                                                                  |
| Hottest Top           | Jimmy Durano |
| Hottest Bottom        | Tate Ryder |
| Hottest Cock          | Tommy Defendi                                                                                                   |
| Bestes Duo            | Mick Lovell und Kris Evans in American Lovers 2 (Bel Ami), Jesse Ares und Scott Hunter in Nightfall (Titan Men) |
| Bestes Solo           | Adam Killian in Fahrenheit (Falcon Studios)                                                                     |
| Beste Gruppe          | Tate Ryder, Jake Genesis, Derek Parker in The Dom (Hot House Entertainment)                                     |
| Manly Man             | Charlie Harding                                                                                                 |
| Performer of the Year | Trenton Ducati und Jimmy Durano                                                                                 |
| Bester Director       | Jake Jaxson in Project GoGo Boys (Cockyboys)                                                                    |
| Lebenswerk            | Matthew Rush |
| Wall of Fame          | Adam Robinson, Kristofer Weston und Brent Corrigan                                                              |

2014 – 23. Verleihung der Grabby Awards. Moderation: Honey West, Chi Chi LaRue
| Kategorie             | Preisträger                                                                           |
| --------------------- | ------------------------------------------------------------------------------------- |
| Bester Newcomer       | Levi Karter und Shawn Wolfe                                                           |
| Bester Schauspieler   | Jessy Ares in Original Sinners (Lucas Entertainment)                                  |
| Bestes Screenplay     | The Haunting (Cockyboys)                                                              |
| Bester Fetisch        | The Trustees (Raging Stallion Studios)                                                |
| Hottest Top           | Topher Dimaggio                                                                       |
| Hottest Bottom        | Alexander Gustavo                                                                     |
| Hottest Cock          | Boomer Banks                                                                          |
| Bestes Solo           | Christopher Lee in Teddy Bear (Channel 1 Releasing)                                   |
| Bestes Duo            | Shawn Wolfe und Hunter Page in Frat House Cream (Nakedsword)                          |
| Beste Gruppe          | Adam Killian, Diego Lauzen, Wagner Vittoria in Original Sinners (Lucas Entertainment) |
| Performer of the Year | Boomer Banks und Trenton Ducati                                                       |
| Bester Director       | Mr. Pam in Frat House Cream (Nakedsword)                                              |
| Manly Man             | Conner Maguire                                                                        |

2015 – 24. Verleihung der Grabby Awards. Moderation: Honey West, Chi Chi LaRue
| Kategorie                         | Preisträger                                                                                          |
| --------------------------------- | --- |
| Twink Performer                   | Liam Riley                                                                                           |
| Best Newcomer                     | David Benjamin und Tayte Hanson                                                                      |
| Bester Schauspieler               | Connor Maguire in Dirty Rascals - Nakedsword                                                         |
| Best Screenplay                   | Steve Cruz in The Tourist (Raging Stallion Studios)                                                  |
| Best Fetish Movie                 | Foul Play (Titan Men)                                                                                |
| Best Versatile Performer          | Landon Conrad                                                                                        |
| Hottest Top                       | Mitch Vaughn                                                                                         |
| Hottest Bottom                    | Johnny V                                                                                             |
| Hottest Cock                      | Rocco Steele                                                                                         |
| Beste Videographie                | Answered Prayers (Cockyboys)                                                                         |
| Beste Gruppe                      | Mitch Vaughn, Brian Bonds, David Benjamin und Rocco Steele in Guard Patrol (Raging Stallion Studios) |
| Bestes Duo                        | Johnny V und Ryan Rose, in Naughty Pines 2 (Falcon)                                                  |
| Bester All Sex Film               | Guard Patrol (Raging Stallion Studios)                                                               |
| Bestes Solo                       | Brett Bradley in #Leather (Channel 1 Releasing)                                                      |
| Manly Man                         | Jesse Jackman                                                                                        |
| Performer des Jahres              | Trenton Ducati und Ryan Rose                                                                         |
| Best Twink Movie                  | Scandal at Helix Academy (Helix Studios)                                                             |
| Bester Director                   | Jake Jaxson in Answered Prayers [Cockyboys]                                                          |
| Bester Still Photograph           | Gio                                                                                                  |
| Bester Film                       | Answered Prayers (Cockyboys)                                                                         |
| Best WEB Original Content         | Men.com                                                                                              |
| WEB Performer of the Year         | Billy Santoro                                                                                        |
| Beste Video Company Seite         | falconstudios.com                                                                                    |
| Best Live CAM                     | Flirt4Free.com                                                                                       |
| Beste Fetisch Seite               | Kink.com                                                                                             |
| Bester Porn Blog                  | QueerMeNow.net                                                                                       |
| Bester Nebendarsteller            | Levi Karter in Answered Prayers (Cockyboys) und Tommy Defendi in Dirty Rascals (Nakedsword)          |
| Steamworks Fan Favorite           | Answered Prayers (Cockyboys)                                                                         |
| Squirt.org Fan Favorite Porn Star | Rocco Steele                                                                                         |
| Wall of Fame                      | Nick Capra, Brandon Lee, Dominic Ford und Howard Andrew                                              |
| Favorite Fan                      | Peter Pecker                                                                                         |

## Originalzitate
1. ↑  Chi Chi LaRue: “With 10 hot black studs and a white bottom boy, how can you miss?” – Grabby Awards 1999 Best Ethnic Video
2. ↑  Chi Chi LaRue: “OK, we’re all going to jail!” – Grabby Awards 2001, Kommentar zum Auftritt von Jeff Stryker.